# Labbu
Labbu (hebreu: labi; accadi: labbu, lleó) a la mitologia mesopotàmica era un monstre en forma de lleó-serpent drac de mar, que va ser matat pel déu-rei Tishpak, "guerrer dels déus". El mite que fa un recompte de les depredacions i derrota d'aquesta figura adversària sobrenatural, la qual la més familiar és Satan i li segueix la història mesopotàmica sobre la lluita de Marduk contra Tiamat i la història cananita sobre Baal lluitant contra Yamm, té orígens cananites; apareix en dos textos cuneïformes molt fragmentats: l'un està en babiloni vell; l'altre, molt més tardà, està en assiri, el qual fou descobert a la biblioteca de Ashurbanipal (CT 13.33, 34). L'obertura de la versió babilònica vella recorda l'obertura de l'Èpica de Guilgameix:
Les ciutats sospiren, les persones...

Les persones disminuïren de nombre,...
Pel seu lament no hi havia cap que...

Les vastes dimensions de Labbu són descrites. El mar, tāmtu (nom que fa pensar en Tiamat) ha donat naixement al drac (línia 6). La fragmentada línia "Ell aixeca la seva cua..." l'identifica segons Neil Forsyth com un precursor d'un més tardà Adversari, el drac de Revelacions 12:4, la cua del qual va escombrar avall un terç de les estrelles del cel], i les llançà a la terra.
Segons els fragments, "Enlil va dibuixar [un dibuix de]l drac en el cel"; si això es refereix a la Via Làctia (Heidel 1963) o un cometa (Forsyth 1989) no és clar. El panteó de déus babilònics estan aterrits per aquesta aparició i apel·len al déu-sol Sin: qui matarà el drac i exercirà la reialesa?. Exemples cananites d'aquest patró han sigut senyalats per F.M. Cross a la seua obra Canaanite Myth and Hebrew Epic (1973:93). Encara que no està explícitament identificat als fragments, és Tishpak, el déu-protector d'Eshnunna, qui és senyalat com a heroi. Forsyth i Heidel dubten sobre aquesta identificació mentre Lewis no troba cap dubte. A mitjan tempesta crea, obrint de cop els núvols, ell despatxa Labbu amb una fletxa.
Forsyth senyala que els fragments de l'èpica no són part d'una cosmogonia perquè les ciutats dels homes ja existeixen. F.A.M. Wiggerman trobà que la funció del mite és la de justificar l'ascens de Tishpak com a rei, "a conseqüència d'haver realitzat l'alliberament de la nació, sancionat per la decisió d'un consell diví."